# Caemuassete
Caemuassete (Khaemuaset) foi um príncipe da XIX dinastia egípcia, quarto filho do faraó Ramessés II e da rainha Isitnefert, que viveu no final do século XIII a.C.. Ocupa a décima primeira posição na lista dos filhos de Ramessés, que foram mais de cento e cinquenta. O seu nome significa "O que brilha em Tebas". 
Desde o ano quinze do reinado de Ramessés que Caemuassete estava ligado ao culto do deus Ptá. Começou por ser um sacerdote sem, tendo alcançado a posição de sumo sacerdote de Ptá em Mênfis possivelmente uma década depois.
Caemuassete é apresentado habitualmente como um amante do passado que mandou restaurar edifícios antigos, como mostram as inscrições deixadas nas estruturas. Foi ele que ordenou a restauração dos túmulos de Sisires, Sefrés e Niuserré, assim como a pirâmide de Unas. Também ordenou a restauração do templo de Ptah em Mênfis. Em função disto, Caemuassete é por vezes visto como o primeiro egiptólogo.
Em Sacará, a necrópole de Mênfis, Caemuassete mandou escavar as galerias subterrâneas onde foram sepultados os bois de Ápis. 
No ano 52 do reinado do seu pai, Caemuassete foi nomeado sucessor de Ramessés II, devido ao facto de ser o filho mais velho ainda vivo.
Caemuassete faleceu no ano 55 do reinado de Ramessés II. Foi provavelmente sepultado em Sacará em vez de no túmulo KV5 do Vale dos Reis, mas não se sabe se junto às galerias subterrâneas dos bois sagrados. Neste local foi contudo encontrado um tesouro funerário com o seu nome.
Ramessés ainda viveu mais doze anos, tendo sido sucedido pelo seu décimo terceiro filho, Merneptá, que se tornou príncipe herdeiro após a morte de Caemuassete.
Na Época Baixa desenvolveu-se um culto em torno da sua pessoa, sendo considerado como um mago. Conhecem-se vários histórias escritas entre o século II a.C. e o século II d.C. nas quais o príncipe é chamado de Setne. Uma delas descreve como Setne tentou roubar um livro de feitiços escrito por Tot que estava escondido num túmulo de Mênfis, tendo sido confrontado com o fantasma do dono do túmulo. 
O faraó Ramessés III deu o nome de Caemuassete a um dos seus filhos, num acto de imitação de Ramessés II, mas este não foi uma personalidade particularmente notável.